# Apache Lucene.net
A Lucene.Net a Lucene keresőmotor könyvtár egy portolása C#-ra és célzottan a .NET keretrendszer használatra   Apache Licenc 2.0 alatt.
A Lucene.NET portlása Lucene Java alapú verziójának. Jelenleg  két variációja létezik a szoftvernek, melyek lényegesen a generikusság támogatásában és némi hibajavításban különböznek. Annak a verziónak, amely támogatja a generikusságot, hozzá van fűzve egy kisbetűs "g" a verzió nevéhez, azért hogy megkülönböztethető legyen a kettő egymástól.
Tekintet nélkül a generikusság támogatásán, az összes verziója a Lucene.NET ("g"-vel vagy a nélkül) képes olvasni és írni az index fájlokat a megfelelő Java-s verziójú Lucene-ből hiba nélkül.

## Külső hivatkozások
- Lucene weboldala
- Első lépések a Lucene.NET-tel
- Azure könyvtár a Lucene.NET-hez (nem-CloudBlob implementáció) Archiválva 2012. április 18-i dátummal a Wayback Machine-ben

## Fordítás
Ez a szócikk részben vagy egészben  a   Lucene című angol Wikipédia-szócikk ezen változatának fordításán alapul.  Az eredeti cikk szerkesztőit annak laptörténete sorolja fel. Ez a jelzés csupán a megfogalmazás eredetét és a szerzői jogokat jelzi, nem szolgál a cikkben szereplő információk forrásmegjelöléseként.